# Vision Divine
Vision Divine ist eine italienische Metal-Band, die 1998 gegründet wurde. Die Musik ist eine Mischung aus Progressive und Power Metal.

## Bandgeschichte
Ursprünglich hat Olaf Thorsen Vision Divine als ein Soloprojekt geplant, das sich jedoch zu seiner Hauptgruppe entwickelte. Er spielte bei Gründung von Vision Divine bei der Power-Metal-Band Labyrinth und bald fand auch der Sänger von Rhapsody, Fabio Lione, hinzu. So wurde aus dem Soloprojekt eine richtige Band, denn bald stießen auch Mat Stancioiu am Schlagzeug, Andrea „Tower“ Torricini am Bass und Andrew Mc Pauls am Keyboard dazu. In dieser Besetzung nahmen sie 1999 ihr erstes Album auf, das den Bandnamen trägt und positive Reaktionen hervorrief.
2000 gingen sie auf eine „American Tour“, bei der sie unter anderem in Argentinien, Chile, Brasilien, Panama and Mexiko als Headliner spielten. 2001 schrieben sie Texte für ihr neues Album und nahmen es anschließend unter dem Namen Send Me an Angel auf. Es wurde im Januar 2002 veröffentlicht. Olaf Thorsen verließ daraufhin Labyrinth, um sich voll auf diese Band zu konzentrieren. Mat Stancioiu und Andrew Mc Pauls wechselten zu Labyrinth und wurden durch Oleg Smirnoff und Matteo Amoroso ersetzt.
Im Jahr 2003 verließ Fabio Lione die Band, um sich voll auf seine Hauptgruppe Rhapsody (später durch rechtlich erwirkte Umbenennung: Rhapsody of Fire) zu konzentrieren, die Position als Sänger nahm daraufhin Michele Luppi ein. Mit ihm nahmen sie ein neues Album auf, das im April 2004 unter dem Namen Stream of Consciousness erschien. Nach diesem Album unterschrieben sie bei Scarlet Records für Italien, King Records für Japan und Metal Blade für die restlichen Länder. Da viele Fans eine Live-DVD wollten, kam 2005 Stage of Consciousness heraus, ein 95-minütiger Mitschnitt aus Konzerten der Band. Im Oktober 2005 wurde dann das vierte Album veröffentlicht, an dessen Liedern neben Olaf Thorsen auch Oleg Smirnoff und Michele Luppi mitgearbeitet hatten. Im Dezember 2005 kam es zu einer erneuten Veränderung des Line-ups an drei Stellen: Oleg Smirnoff und Andrea „Tower“ Torricini wurden durch Alessio „Tom“ Lucatti und Cristiano Bertocchi abgelöst. Die Schlagzeug-Position, die Matteo Amoroso hinterließ, wurde 2006 durch Alessandro Bissa (Bad Faith) besetzt.
Am 29. Juni 2007 erschien das fünfte Album The 25th Hour, bei dessen Aufnahmen unter anderem Timo Tolkki mitgewirkt hat.
Am 24. April 2008 wurde auf der Homepage der Band offiziell bekannt gegeben, dass der Sänger Michele Luppi Vision Divine verlässt. Gründe wurden nicht angegeben. Der neue Sänger von Vision Divine wurde am 28. Mai 2008 vorgestellt. Es handelt sich hierbei um Fabio Lione, der bereits früher für Vision Divine gesungen hat.

## Stil
Für Frank Trojan vom Rock Hard klang das Debütalbum nach stereotypischem italienischem Melodic Metal, teilweise progressiv angehaucht oder düster-mystisch oder balladesk. Matthias Mineur vom Metal Hammer schrieb über das Nachfolgealbum: „Stärker als noch auf dem Debüt ist die Grundlage ein gelegentlich an Stratovarius erinnernder Melodic Metal, der oft auf simple, aber druckvolle Gitarrenriffs baut und regelmäßig in hymnischen Refrains mündet.“ Im Eclipsed mutmaßte Thorsten Pöttger: „Wer auf Musik in der Tradition von Helloween und Konsorten ohne weitere Überraschungen steht […] wird auf seine Kosten kommen.“ Jürgen Schottner vom „Metal-E-Mag“ Underground Empire empfand Send Me an Angel als „Prototyp für die Anti-Italo-Metal[-]Allergie“, beziehungsweise qualitativ unterhalb von Rhadsody angesiedelt.
Gitarrist Olaf Thorsen gab an, dass sich die Band auf den Bay-Area-Thrash der 1980er Jahre berufe und immer wieder Progressive-Metal-Elemente zitiere. Dabei müsse alles reproduzierbar sein, jenseits der von Rhapsody praktizierten „monumentalen Orchestrierungen“.

## Diskografie

### Alben
- 1999: Vision Divine
- 2002: Send Me an Angel
- 2004: Stream of Consciousness
- 2005: The Perfect Machine
- 2007: The 25th Hour
- 2009: 9 Degrees West of the Moon
- 2012: Destination Set to Nowhere
- 2019: When All the Heroes Are Dead
- 2024: Blood And Angels’ Tears

### DVDs
- 2005: Stage of Consciousness (Live-DVD)